# Кубок конфедерацій 2017 (склади)
Нижче наведено список гравців для кожної збірної, яка змагалася в 2017 році за Кубок конфедерацій в Росії з 17 червня по 2 липня 2017. Кожна команда складалася з 23 гравців, три з яких повинні були бути воротарями. Заміна травмованих гравців із заявки була дозволена за 24 години до початку першої гри команди.
Вік для кожного гравця наведений станом на перший день турніру, 17 червня 2017 року. Кількість матчів і голів, перераховані для кожного гравця, також подані на початок турніру і не включають в себе ігри, зіграні на турнірі і після нього. Зазначений клуб гравця є клубом, у якому гравець в останній раз грав матч до початку турніру.

## Група A

### Мексика
Тренер:  Хуан Карлос Осоріо
Хесус Корона був прибраний зі складу через травму і замінений на Юргена Дамма.
| №  | Поз. | Гравець                   | Дата народження (вік)          | Ігри | Голи | Клуб                          |
| -- | ---- | ------------------------- | ------------------------------ | ---- | ---- | ----------------------------- |
| 1  | ВР   | Родольфо Кота             | 3 липня 1987 (вік 29 років)    | 1    | 0    | Гвадалахара                   |
| 2  | ЗХ   | Нестор Араухо             | 21 серпня 1991 (вік 25 років)  | 15   | 2    | Сантос Лагуна                 |
| 3  | ЗХ   | Карлос Сальседо           | 29 вересня 1993 (вік 23 роки)  | 11   | 0    | Фіорентіна                    |
| 4  | ЗХ   | Рафаель Маркес ()         | 13 лютого 1979 (вік 38 років)  | 139  | 18   | Атлас (Гвадалахара)           |
| 5  | ЗХ   | Diego Reyes               | 19 вересня 1992 (вік 24 роки)  | 45   | 1    | Еспаньйол                     |
| 6  | ПЗ   | Джонатан дос Сантос       | 26 квітня 1990 (вік 27 років)  | 24   | 0    | Вільярреал                    |
| 7  | ПЗ   | Мігель Лаюн               | 25 червня 1988 (вік 28 років)  | 51   | 5    | Порту                         |
| 8  | НП   | Марко Фабіан              | 21 липня 1989 (вік 27 років)   | 35   | 8    | Айнтрахт (Франкфурт-на-Майні) |
| 9  | НП   | Рауль Хіменес             | 5 травня 1991 (вік 26 років)   | 52   | 11   | Бенфіка                       |
| 10 | ПЗ   | Джовані дос Сантос        | 11 травня 1989 (вік 28 років)  | 96   | 18   | Ел-Ей Гелексі                 |
| 11 | ПЗ   | Карлос Вела               | 1 березня 1989 (вік 28 років)  | 55   | 17   | Реал Сосьєдад                 |
| 12 | ВР   | Альфредо Талавера         | 18 вересня 1982 (вік 34 роки)  | 26   | 0    | Толука                        |
| 13 | ВР   | Гільєрмо Очоа             | 13 липня 1985 (вік 31 рік)     | 80   | 0    | Гранада                       |
| 14 | НП   | Хав'єр Ернандес Балькасар | 1 червня 1988 (вік 29 років)   | 92   | 47   | Баєр 04                       |
| 15 | ЗХ   | Ектор Морено              | 17 січня 1988 (вік 29 років)   | 79   | 2    | ПСВ                           |
| 16 | ПЗ   | Ектор Еррера              | 19 квітня 1990 (вік 27 років)  | 54   | 4    | Порту                         |
| 17 | ПЗ   | Юрген Дамм                | 7 листопада 1992 (вік 24 роки) | 6    | 1    | УАНЛ Тигрес                   |
| 18 | ПЗ   | Андрес Гвардадо           | 28 вересня 1986 (вік 30 років) | 136  | 24   | ПСВ                           |
| 19 | НП   | Орібе Перальта            | 12 січня 1984 (вік 33 роки)    | 56   | 23   | Клуб Америка (Мехіко)         |
| 20 | ПЗ   | Хав'єр Акіно              | 11 лютого 1990 (вік 27 років)  | 43   | 0    | УАНЛ Тигрес                   |
| 21 | ЗХ   | Luis Reyes                | 3 квітня 1991 (вік 26 років)   | 4    | 0    | Атлас (Гвадалахара)           |
| 22 | НП   | Ірвінг Лосано             | 30 липня 1995 (вік 21 рік)     | 16   | 2    | Пачука                        |
| 23 | ПЗ   | Освальдо Аланіс           | 18 березня 1989 (вік 28 років) | 16   | 2    | Гвадалахара                   |

### Нова Зеландія
Тренер:  Ентоні Гадсон
| №  | Поз. | Гравець               | Дата народження (вік)           | Ігри | Голи | Клуб                  |
| -- | ---- | --------------------- | ------------------------------- | ---- | ---- | --------------------- |
| 1  | ВР   | Стефан Маринович      | 7 жовтня 1991 (вік 25 років)    | 16   | 0    | Унтергахінг           |
| 2  | ЗХ   | Сем Бразертон         | 2 жовтня 1996 (вік 20 років)    | 7    | 0    | Сандерленд            |
| 3  | ЗХ   | Деклан Вінн           | 20 березня 1995 (вік 22 роки)   | 9    | 0    | Вайткепс 2            |
| 4  | ЗХ   | Фемістокліс Цимопулос | 20 листопада 1985 (вік 31 рік)  | 11   | 1    | ПАС Яніна             |
| 5  | ЗХ   | Майкл Боксолл         | 18 серпня 1988 (вік 28 років)   | 24   | 0    | Суперспорт Юнайтед    |
| 6  | ПЗ   | Білл Туїлома          | 23 березня 1995 (вік 22 роки)   | 18   | 0    | Олімпік (Марсель)     |
| 7  | НП   | Коста Барбарусес      | 19 лютого 1990 (вік 27 років)   | 39   | 3    | Веллінгтон Фенікс     |
| 8  | ПЗ   | Майкл Макглінкі       | 7 січня 1987 (вік 30 років)     | 44   | 4    | Веллінгтон Фенікс     |
| 9  | НП   | Кріс Вуд ()           | 7 грудня 1991 (вік 25 років)    | 49   | 19   | Лідс Юнайтед          |
| 10 | НП   | Шейн Смелц            | 29 вересня 1981 (вік 35 років)  | 55   | 24   | Борнео                |
| 11 | НП   | Марко Рохас           | 5 листопада 1991 (вік 25 років) | 34   | 5    | Мельбурн Вікторі      |
| 12 | ВР   | Глен Мосс             | 19 січня 1983 (вік 34 роки)     | 29   | 0    | Ньюкасл Юнайтед Джетс |
| 13 | НП   | Монті Паттерсон       | 9 грудня 1996 (вік 20 років)    | 11   | 1    | Іпсвіч Таун           |
| 14 | ПЗ   | Раян Томас            | 20 грудня 1994 (вік 22 роки)    | 11   | 2    | Зволле                |
| 15 | ПЗ   | Клейтон Льюїс         | 12 лютого 1997 (вік 20 років)   | 9    | 0    | Окленд Сіті           |
| 16 | ЗХ   | Дейн Інгем            | 6 серпня 1999 (вік 17 років)    | 2    | 0    | Брисбен Роар          |
| 17 | ЗХ   | Том Дойл              | 30 червня 1992 (вік 24 роки)    | 5    | 0    | Веллінгтон Фенікс     |
| 18 | ЗХ   | Кіп Колві             | 15 березня 1994 (вік 23 роки)   | 10   | 0    | Рено 1868             |
| 19 | НП   | Алекс Руфер           | 12 червня 1996 (вік 21 рік)     | 3    | 0    | Веллінгтон Фенікс     |
| 20 | ЗХ   | Томмі Сміт            | 31 березня 1990 (вік 27 років)  | 32   | 2    | Іпсвіч Таун           |
| 21 | ЗХ   | Сторм Ру              | 13 січня 1993 (вік 24 роки)     | 7    | 0    | Сентрал-Кост Марінерс |
| 22 | ЗХ   | Ендрю Дюранте         | 3 травня 1982 (вік 35 років)    | 17   | 0    | Веллінгтон Фенікс     |
| 23 | ВР   | Таматі Вільямс        | 19 січня 1984 (вік 33 роки)     | 1    | 0    | Валвейк               |

### Португалія
Тренер: Фернанду Сантуш
| №  | Поз. | Гравець                   | Дата народження (вік)            | Ігри | Голи | Клуб                    |
| -- | ---- | ------------------------- | -------------------------------- | ---- | ---- | ----------------------- |
| 1  | ВР   | Руй Патрісіу              | 15 лютого 1988 (вік 29 років)    | 59   | 0    | Спортінг (Лісабон)      |
| 2  | ЗХ   | Бруну Алвеш               | 27 листопада 1981 (вік 35 років) | 90   | 11   | Кальярі                 |
| 3  | ЗХ   | Пепе                      | 26 лютого 1983 (вік 34 роки)     | 82   | 4    | Реал Мадрид             |
| 4  | ЗХ   | Луїш Нету                 | 26 травня 1988 (вік 29 років)    | 13   | 0    | Зеніт (Санкт-Петербург) |
| 5  | ЗХ   | Рафаел Геррейру           | 22 грудня 1993 (вік 23 роки)     | 18   | 2    | Боруссія (Дортмунд)     |
| 6  | ЗХ   | Жозе Фонте                | 22 грудня 1983 (вік 33 роки)     | 23   | 0    | Вест Гем Юнайтед        |
| 7  | НП   | Кріштіану Роналду ()      | 5 лютого 1985 (вік 32 роки)      | 139  | 73   | Реал Мадрид             |
| 8  | ПЗ   | Жуан Моутінью             | 8 вересня 1986 (вік 30 років)    | 98   | 7    | Монако                  |
| 9  | НП   | Андре Сілва               | 6 листопада 1995 (вік 21 рік)    | 8    | 7    | Порту                   |
| 10 | ПЗ   | Бернардо Сілва            | 10 серпня 1994 (вік 22 роки)     | 12   | 1    | Монако                  |
| 11 | ЗХ   | Нелсон Семеду             | 16 листопада 1993 (вік 23 роки)  | 4    | 0    | Бенфіка (Лісабон)       |
| 12 | ВР   | Жозе Са                   | 17 січня 1993 (вік 24 роки)      | 0    | 0    | Порту                   |
| 13 | ПЗ   | Данілу Перейра            | 9 вересня 1991 (вік 25 років)    | 19   | 1    | Порту                   |
| 14 | ПЗ   | Вільям Карвалью           | 7 квітня 1992 (вік 25 років)     | 33   | 1    | Спортінг (Лісабон)      |
| 15 | ПЗ   | Андре Гоміш               | 30 липня 1993 (вік 23 роки)      | 21   | 0    | Барселона               |
| 16 | ПЗ   | Піцці                     | 6 жовтня 1989 (вік 27 років)     | 7    | 2    | Бенфіка (Лісабон)       |
| 17 | НП   | Нані                      | 17 листопада 1986 (вік 30 років) | 108  | 23   | Валенсія                |
| 18 | НП   | Желсон Мартінш            | 11 травня 1995 (вік 22 роки)     | 6    | 0    | Спортінг (Лісабон)      |
| 19 | ЗХ   | Елізеу Перейра душ Сантуш | 1 жовтня 1983 (вік 33 роки)      | 21   | 1    | Бенфіка (Лісабон)       |
| 20 | НП   | Рікарду Куарежма          | 26 вересня 1983 (вік 33 роки)    | 65   | 8    | Бешікташ                |
| 21 | ЗХ   | Седрік                    | 31 серпня 1991 (вік 25 років)    | 19   | 0    | Саутгемптон             |
| 22 | ВР   | Бето                      | 1 травня 1982 (вік 35 років)     | 11   | 0    | Спортінг (Лісабон)      |
| 23 | ПЗ   | Адріен Сілва              | 15 березня 1989 (вік 28 років)   | 16   | 0    | Спортінг (Лісабон)      |

### Росія
Тренер: Станіслав Черчесов
| №  | Поз. | Гравець           | Дата народження (вік)           | Ігри | Голи | Клуб                    |
| -- | ---- | ----------------- | ------------------------------- | ---- | ---- | ----------------------- |
| 1  | ВР   | Ігор Акінфєєв ()  | 8 квітня 1986 (вік 31 рік)      | 98   | 0    | ЦСКА (Москва)           |
| 2  | ЗХ   | Ігор Смольников   | 8 серпня 1988 (вік 28 років)    | 20   | 0    | Зеніт (Санкт-Петербург) |
| 3  | ЗХ   | Роман Шишкін      | 27 січня 1987 (вік 30 років)    | 15   | 0    | Краснодар               |
| 4  | ПЗ   | Юрій Газинський   | 20 липня 1989 (вік 27 років)    | 5    | 0    | Краснодар               |
| 5  | ЗХ   | Віктор Васін      | 6 жовтня 1988 (вік 28 років)    | 6    | 2    | ЦСКА (Москва)           |
| 6  | ЗХ   | Георгій Джикія    | 21 листопада 1993 (вік 23 роки) | 1    | 0    | Спартак (Москва)        |
| 7  | НП   | Дмитро Полоз      | 12 липня 1991 (вік 25 років)    | 10   | 1    | Ростов                  |
| 8  | ПЗ   | Денис Глушаков    | 27 січня 1987 (вік 30 років)    | 51   | 5    | Спартак (Москва)        |
| 9  | НП   | Федір Смолов      | 9 лютого 1990 (вік 27 років)    | 21   | 7    | Краснодар               |
| 10 | ПЗ   | Руслан Камболов   | 1 січня 1990 (вік 27 років)     | 2    | 0    | Рубін (Казань)          |
| 11 | НП   | Олександр Бухаров | 12 березня 1985 (вік 32 роки)   | 6    | 1    | Ростов                  |
| 12 | ВР   | Володимир Габулов | 19 жовтня 1983 (вік 33 роки)    | 10   | 0    | Арсенал (Тула)          |
| 13 | ЗХ   | Федір Кудряшов    | 5 квітня 1987 (вік 30 років)    | 8    | 0    | Ростов                  |
| 14 | ЗХ   | Ілля Кутєпов      | 29 липня 1993 (вік 23 роки)     | 4    | 0    | Спартак (Москва)        |
| 15 | ПЗ   | Олексій Міранчук  | 17 жовтня 1995 (вік 21 рік)     | 9    | 2    | Локомотив (Москва)      |
| 16 | ВР   | Гілерме           | 12 грудня 1985 (вік 31 рік)     | 2    | 0    | Локомотив (Москва)      |
| 17 | ПЗ   | Олександр Головін | 30 травня 1996 (вік 21 рік)     | 12   | 2    | ЦСКА (Москва)           |
| 18 | ПЗ   | Юрій Жирков       | 20 серпня 1983 (вік 33 роки)    | 75   | 2    | Зеніт (Санкт-Петербург) |
| 19 | ПЗ   | Олександр Самедов | 19 липня 1984 (вік 32 роки)     | 39   | 5    | Спартак (Москва)        |
| 20 | НП   | Максим Канунніков | 14 липня 1991 (вік 25 років)    | 10   | 0    | Рубін (Казань)          |
| 21 | ПЗ   | Олександр Єрохін  | 13 жовтня 1989 (вік 27 років)   | 8    | 0    | Ростов                  |
| 22 | ПЗ   | Дмитро Тарасов    | 18 березня 1987 (вік 30 років)  | 5    | 1    | Локомотив (Москва)      |
| 23 | ЗХ   | Дмитро Комбаров   | 22 січня 1987 (вік 30 років)    | 44   | 2    | Спартак (Москва)        |

## Група B

### Австралія
Тренер: Анге Постекоглу
Бред Сміт і Міле Єдинак були прибраний зі складу через травму і замінені на Алекса Герсбаха та Джеймса Джегго відповідно.
| №  | Поз. | Гравець          | Дата народження (вік)          | Ігри | Голи | Клуб                 |
| -- | ---- | ---------------- | ------------------------------ | ---- | ---- | -------------------- |
| 1  | ВР   | Метью Раян       | 8 квітня 1992 (вік 25 років)   | 32   | 0    | Генк                 |
| 2  | ЗХ   | Мілош Дегенек    | 28 квітня 1994 (вік 23 роки)   | 9    | 0    | Йокогама Ф. Марінос  |
| 3  | ЗХ   | Алекс Герсбах    | 8 травня 1997 (вік 20 років)   | 2    | 0    | Русенборг            |
| 4  | НП   | Тім Кегілл       | 6 грудня 1979 (вік 37 років)   | 97   | 48   | Мельбурн Сіті        |
| 5  | ПЗ   | Марк Мілліган () | 4 серпня 1985 (вік 31 рік)     | 56   | 5    | Баніяс               |
| 6  | ЗХ   | Ділан Макгован   | 6 серпня 1991 (вік 25 років)   | 1    | 0    | Аделаїда Юнайтед     |
| 7  | НП   | Метью Лекі       | 4 лютого 1991 (вік 26 років)   | 41   | 5    | FC Ingolstadt        |
| 8  | ЗХ   | Бейлі Райт       | 28 липня 1992 (вік 24 роки)    | 15   | 1    | Бристоль Сіті        |
| 9  | НП   | Томі Юріч        | 22 липня 1991 (вік 25 років)   | 23   | 6    | Люцерн               |
| 10 | НП   | Роббі Круз       | 5 жовтня 1988 (вік 28 років)   | 52   | 4    | Ляонін Хувін         |
| 11 | НП   | Джеймі Макларен  | 29 липня 1993 (вік 23 роки)    | 3    | 0    | Брисбен Роар         |
| 12 | ВР   | Мітчелл Лангерак | 22 серпня 1988 (вік 28 років)  | 8    | 0    | Штутгарт             |
| 13 | ПЗ   | Аарон Муй        | 15 вересня 1990 (вік 26 років) | 24   | 5    | Гаддерсфілд Таун     |
| 14 | НП   | Джеймс Троїсі    | 3 липня 1988 (вік 28 років)    | 29   | 4    | Мельбурн Вікторі     |
| 15 | ПЗ   | Джеймс Джегго    | 12 лютого 1992 (вік 25 років)  | 0    | 0    | Штурм (Грац)         |
| 16 | ЗХ   | Азіз Бегич       | 16 грудня 1990 (вік 26 років)  | 13   | 2    | Бурсаспор            |
| 17 | ПЗ   | Айдин Грустич    | 5 липня 1996 (вік 20 років)    | 1    | 0    | Гронінген            |
| 18 | ВР   | Денні Вукович    | 27 березня 1985 (вік 32 роки)  | 0    | 0    | Сідней               |
| 19 | ЗХ   | Раян Макгован    | 15 серпня 1989 (вік 27 років)  | 19   | 0    | Гуйчжоу Чжичен       |
| 20 | ЗХ   | Трент Сейнсбері  | 5 січня 1992 (вік 25 років)    | 24   | 3    | Інтернаціонале       |
| 21 | ПЗ   | Массімо Луонго   | 25 вересня 1992 (вік 24 роки)  | 26   | 5    | Квінз Парк Рейнджерс |
| 22 | ПЗ   | Джексон Ірвін    | 7 березня 1993 (вік 24 роки)   | 11   | 1    | Бертон Альбіон       |
| 23 | НП   | Том Рогич        | 16 грудня 1992 (вік 24 роки)   | 25   | 6    | Селтік               |

### Камерун
Тренер:  Уго Броос
| №  | Поз. | Гравець                   | Дата народження (вік)            | Ігри | Голи | Клуб              |
| -- | ---- | ------------------------- | -------------------------------- | ---- | ---- | ----------------- |
| 1  | ВР   | Фабріс Ондоа              | 24 грудня 1995 (вік 21 рік)      | 32   | 0    | Севілья Атлетіко  |
| 2  | ЗХ   | Ернест Мабука             | 16 червня 1988 (вік 29 років)    | 6    | 0    | Жиліна            |
| 3  | ПЗ   | Андре-Франк Замбо-Ангісса | 16 листопада 1995 (вік 21 рік)   | 4    | 0    | Олімпік (Марсель) |
| 4  | ЗХ   | Адольф Тейку              | 23 червня 1990 (вік 26 років)    | 15   | 0    | Сошо              |
| 5  | ЗХ   | Мішаель Нгадеу-Нгаджуї    | 23 листопада 1990 (вік 26 років) | 15   | 2    | Славія (Прага)    |
| 6  | ЗХ   | Амбруаз Ойонго            | 22 червня 1991 (вік 25 років)    | 32   | 2    | Монреаль Імпакт   |
| 7  | НП   | Мумі Нгамало              | 9 липня 1994 (вік 22 роки)       | 9    | 2    | Альтах            |
| 8  | НП   | Бенджамін Муканджо ()     | 12 листопада 1988 (вік 28 років) | 52   | 10   | Лор'ян            |
| 9  | НП   | Жак Зуа                   | 6 вересня 1991 (вік 25 років)    | 23   | 0    | Кайзерслаутерн    |
| 10 | НП   | Венсан Абубакар           | 22 січня 1992 (вік 25 років)     | 57   | 17   | Бешікташ          |
| 11 | НП   | Олів'є Бумаль             | 17 вересня 1989 (вік 27 років)   | 2    | 0    | Панатінаїкос      |
| 12 | ЗХ   | Жером Гіоата              | 7 жовтня 1994 (вік 22 роки)      | 3    | 0    | Паніоніос         |
| 13 | НП   | Кристіан Бассогог         | 18 жовтня 1995 (вік 21 рік)      | 12   | 2    | Хенань Цзяньє     |
| 14 | ПЗ   | Жорж Манджек              | 9 грудня 1988 (вік 28 років)     | 40   | 0    | Мец               |
| 15 | ПЗ   | Себастьєн Сіані           | 21 грудня 1986 (вік 30 років)    | 19   | 2    | Остенде           |
| 16 | ВР   | Андре Онана               | 2 квітня 1996 (вік 21 рік)       | 2    | 0    | Аякс              |
| 17 | ПЗ   | Арно Джум                 | 2 травня 1989 (вік 28 років)     | 12   | 0    | Гарт оф Мідлотіан |
| 18 | НП   | Роберт Ндіп Тамбе         | 22 лютого 1994 (вік 23 роки)     | 10   | 0    | Спартак (Трнава)  |
| 19 | ЗХ   | Коллінс Фаї               | 13 серпня 1992 (вік 24 роки)     | 12   | 0    | Стандард (Льєж)   |
| 20 | НП   | Карл Токо Екамбі          | 14 вересня 1992 (вік 24 роки)    | 15   | 2    | Анже              |
| 21 | ЗХ   | Люсьєн Овона              | 9 серпня 1990 (вік 26 років)     | 1    | 0    | Алькоркон         |
| 22 | ЗХ   | Джонатан Нгвем            | 20 липня 1991 (вік 25 років)     | 10   | 0    | Прогрешшу         |
| 23 | ВР   | Жорж Бокве                | 14 липня 1989 (вік 27 років)     | 0    | 0    | Мйондален         |

### Чилі
Тренер:  Хуан Антоніо Піцці
| №  | Поз. | Гравець               | Дата народження (вік)            | Ігри | Голи | Клуб                    |
| -- | ---- | --------------------- | -------------------------------- | ---- | ---- | ----------------------- |
| 1  | ВР   | Клаудіо Браво ()      | 13 квітня 1983 (вік 34 роки)     | 112  | 0    | Манчестер Сіті          |
| 2  | ЗХ   | Еухеніо Мена          | 18 липня 1988 (вік 28 років)     | 51   | 3    | Спорт Ресіфі            |
| 3  | ЗХ   | Енцо Роко             | 16 серпня 1992 (вік 24 роки)     | 17   | 1    | Крус Асуль              |
| 4  | ЗХ   | Маурісіо Ісла         | 12 червня 1988 (вік 29 років)    | 90   | 4    | Кальярі                 |
| 5  | ПЗ   | Франсіско Сільва      | 11 лютого 1986 (вік 31 рік)      | 33   | 0    | Крус Асуль              |
| 6  | ПЗ   | Хосе Педро Фуенсаліда | 22 лютого 1985 (вік 32 роки)     | 44   | 3    | Універсідад Католіка    |
| 7  | НП   | Алексіс Санчес        | 19 грудня 1988 (вік 28 років)    | 110  | 37   | Арсенал (Лондон)        |
| 8  | ПЗ   | Артуро Відаль         | 22 травня 1987 (вік 30 років)    | 90   | 22   | Баварія (Мюнхен)        |
| 9  | НП   | Анхело Сагаль         | 18 квітня 1993 (вік 24 роки)     | 5    | 2    | Уачіпато                |
| 10 | ПЗ   | Педро Пабло Ернандес  | 24 жовтня 1986 (вік 30 років)    | 14   | 3    | Сельта                  |
| 11 | НП   | Едуардо Варгас        | 20 листопада 1989 (вік 27 років) | 72   | 33   | УАНЛ Тигрес             |
| 12 | ВР   | Крістофер Тосельї     | 15 червня 1988 (вік 29 років)    | 9    | 0    | Універсідад Католіка    |
| 13 | ЗХ   | Пауло Діас            | 25 серпня 1994 (вік 22 роки)     | 6    | 0    | Сан-Лоренсо де Альмагро |
| 14 | ПЗ   | Феліпе Гутьєррес      | 8 жовтня 1990 (вік 26 років)     | 34   | 4    | Інтернасьйонал          |
| 15 | ЗХ   | Жан Босежур           | 1 червня 1984 (вік 33 роки)      | 91   | 6    | Універсідад де Чилі     |
| 16 | НП   | Мартін Родрігес       | 5 серпня 1994 (вік 22 роки)      | 4    | 0    | Крус Асуль              |
| 17 | ЗХ   | Гарі Медель           | 3 серпня 1987 (вік 29 років)     | 101  | 7    | Інтернаціонале          |
| 18 | ЗХ   | Гонсало Хара          | 29 серпня 1985 (вік 31 рік)      | 102  | 3    | Універсідад де Чилі     |
| 19 | НП   | Леонардо Валенсія     | 25 квітня 1991 (вік 26 років)    | 6    | 1    | Палестіно               |
| 20 | ПЗ   | Чарлес Арангіс        | 17 квітня 1989 (вік 28 років)    | 58   | 7    | Баєр 04                 |
| 21 | ПЗ   | Марсело Діас          | 30 грудня 1986 (вік 30 років)    | 54   | 1    | Сельта                  |
| 22 | НП   | Едсон Пуч             | 9 квітня 1986 (вік 31 рік)       | 17   | 2    | Некакса                 |
| 23 | ВР   | Джонні Еррера         | 9 травня 1981 (вік 36 років)     | 19   | 0    | Універсідад де Чилі     |

### Німеччина
Тренер: Йоахім Лев
Лерой Зане та Дієго Демме були виключені з заявки через травми, але ніким не були замінені.
| №  | Поз. | Гравець               | Дата народження (вік)            | Ігри | Голи | Клуб                     |
| -- | ---- | --------------------- | -------------------------------- | ---- | ---- | ------------------------ |
| 1  | ВР   | Кевін Трапп           | 8 липня 1990 (вік 26 років)      | 1    | 0    | Парі Сен-Жермен          |
| 2  | ЗХ   | Шкодран Мустафі       | 17 квітня 1992 (вік 25 років)    | 16   | 2    | Арсенал (Лондон)         |
| 3  | ЗХ   | Йонас Гектор          | 27 травня 1990 (вік 27 років)    | 29   | 3    | Кельн                    |
| 4  | ЗХ   | Маттіас Гінтер        | 19 січня 1994 (вік 23 роки)      | 10   | 0    | Боруссія (Дортмунд)      |
| 5  | ЗХ   | Марвін Платтенгардт   | 26 січня 1992 (вік 25 років)     | 2    | 0    | Герта (Берлін)           |
| 6  | ЗХ   | Беньямін Генрікс      | 23 лютого 1997 (вік 20 років)    | 1    | 0    | Баєр 04                  |
| 7  | ПЗ   | Юліан Дракслер ()     | 20 вересня 1993 (вік 23 роки)    | 30   | 4    | Парі Сен-Жермен          |
| 8  | ПЗ   | Леон Горецка          | 6 лютого 1995 (вік 22 роки)      | 5    | 0    | Шальке 04                |
| 9  | НП   | Сандро Вагнер         | 29 листопада 1987 (вік 29 років) | 2    | 3    | Гоффенгайм 1899          |
| 10 | ПЗ   | Керем Демірбай        | 3 липня 1993 (вік 23 роки)       | 1    | 0    | Гоффенгайм 1899          |
| 11 | НП   | Тімо Вернер           | 6 березня 1996 (вік 21 рік)      | 2    | 0    | РБ Лейпциг               |
| 12 | ВР   | Бернд Лено            | 4 березня 1992 (вік 25 років)    | 4    | 0    | Баєр 04                  |
| 13 | ПЗ   | Ларс Штіндль          | 26 серпня 1988 (вік 28 років)    | 2    | 0    | Боруссія (Менхенгладбах) |
| 14 | ПЗ   | Емре Джан             | 12 січня 1994 (вік 23 роки)      | 10   | 0    | Ліверпуль                |
| 15 | ПЗ   | Амін Юнес             | 6 серпня 1993 (вік 23 роки)      | 2    | 1    | Аякс                     |
| 16 | ЗХ   | Антоніо Рюдігер       | 3 березня 1993 (вік 24 роки)     | 13   | 0    | Рома                     |
| 17 | ЗХ   | Ніклас Зюле           | 3 вересня 1995 (вік 21 рік)      | 2    | 0    | Гоффенгайм 1899          |
| 18 | ЗХ   | Джошуа Кімміх         | 8 лютого 1995 (вік 22 роки)      | 15   | 2    | Баварія (Мюнхен)         |
| 20 | ПЗ   | Юліан Брандт          | 2 травня 1996 (вік 21 рік)       | 7    | 1    | Баєр 04                  |
| 21 | ПЗ   | Себастьян Руді        | 28 лютого 1990 (вік 27 років)    | 15   | 0    | Гоффенгайм 1899          |
| 22 | ВР   | Марк-Андре тер Штеген | 30 квітня 1992 (вік 25 років)    | 10   | 0    | Барселона                |

## Статистика

### За клубом
| Гравців | Клуб                                                        |
| ------- | ----------------------------------------------------------- |
| 5       | «Баєр 04», «Спортінг», «Спартак» (Москва), «Порту»          |
| 4       | «Гоффенгайм 1899», «Веллінгтон Фенікс», «Бенфіка», «Ростов» |
| 3       | 7 клубів                                                    |
| 2       | 21 клуб                                                     |
| 1       | 82 клуби                                                    |

### За чемпіонатом
| Players | Countries                                                                       |
| ------- | ------------------------------------------------------------------------------- |
| 25      | Німеччина                                                                       |
| 24      | Росія                                                                           |
| 15      | Англія, Мексика                                                                 |
| 14      | Португалія, Іспанія                                                             |
| 11      | Австралія                                                                       |
| 9       | Франція                                                                         |
| 7       | Чилі, Нідерланди                                                                |
| 5       | Італія                                                                          |
| 4       | США                                                                             |
| 3       | Греція, Туреччина                                                               |
| 2       | Австрія, Бельгія, Бразилія, Канада, КНР, Норвегія, Шотландія, Словаччина        |
| 1       | Ангола, Аргентина, Чехія, Індонезія, Японія, Нова Зеландія, ПАР, Швейцарія, ОАЕ |

### Представники домашньої ліги
| Країна        | Кількість |
| ------------- | --------- |
| Австралія     | 5         |
| Камерун       | 0         |
| Чилі          | 7         |
| Німеччина     | 14        |
| Мексика       | 10        |
| Нова Зеландія | 1         |
| Португалія    | 11        |
| Росія         | 23        |